# Zosterius laetus
Zosterius laetus är en skalbaggsart som beskrevs av Thomson 1864. Zosterius laetus ingår i släktet Zosterius och familjen långhorningar.
Artens utbredningsområde är:
- Botswana.
- Zimbabwe.

Inga underarter finns listade i Catalogue of Life.